# Щавель альпійський
Щавель альпійський (Rumex alpinus) — вид багаторічних гірських трав'янистих рослин родини гречкових. Має товсте й велике кореневище. Стебло пряме, 50—150 см заввишки. 
Листки прості, цілокраї, чергові, тупі, зісподу по жилках дрібно запушені; нижні — округло-яйцюваті, довгочерешкові. Квітки двостатеві, актиноморфні, з простою чашечкоподібною зеленою оцвітиною, у кільцях, що утворюють волотеподібне суцвіття. Плід — горішок. Цвіте у липні — вересні. 

## Поширення
Росте в Карпатах на полонинах, біля стійбищ худоби, на переугноєних місцях.  
Несе загрозу через занехаяння багатьох полонин в Карпатах в останні десятиліття. Коли пастухи більше не повертаються на високогірні пасовища, то щавель поширюється по всій безлісній ділянці, витісняючи інші види рослин. 
Заготівля і зберігання, хімічний склад, фармакологічні властивості і використання, лікарські 
форми і застосування — усе так, як у статті щавель кінський, але використовують цю рослину лише 
в народній медицині. 